# Liste der Biografien/Abh
Liste der Biografien |
Portal Biografien |
Personensuche
# |
A |
B |
C |
D |
E |
F |
G |
H |
I |
J |
K |
L |
M |
N |
O |
P |
Q |
R |
S |
T |
U |
V |
W |
X |
Y |
Z |
?
 
Aa |
Ab |
Ac |
Ad |
Ae |
Af |
Ag |
Ah |
Ai |
Aj |
Ak |
Al |
Am |
An |
Ao |
Ap |
Aq |
Ar |
As |
At |
Au |
Av |
Aw |
Ax |
Ay |
Az
 
Aba |
Abb |
Abc |
Abd |
Abe |
Abf |
Abg |
Abh |
Abi |
Abj |
Abk |
Abl |
Abm |
Abn |
Abo |
Abp |
Abr |
Abs |
Abt |
Abu |
Abw |
Aby |
Abz
Die Liste der Biografien führt alle Personen auf, die in der deutschsprachigen Wikipedia einen Artikel haben. Dieses ist eine Teilliste mit 7 Einträgen von Personen, deren Namen mit den Buchstaben „Abh“ beginnt.

## Abh

### Abha
- Abhakorn Kiartiwongse (1880–1923), siamesischer Prinz, Admiral, Mediziner
- Abhau, William Conrad (1912–2000), amerikanischer Konteradmiral der United States Navy
- Abhay, Nhouy (1909–1963), laotischer Politiker in der Unabhängigkeitsbewegung und Minister in mehreren Kabinetten

### Abhi
- Abhinavagupta († 1020), indischer Philosoph, Mystiker und Ästhet
- Abhisheki, Jitendra (1929–1998), indischer Sänger, Komponist und Musikgelehrter
- Abhisit Vejjajiva (* 1964), thailändischer Politiker und Premierminister

### Abhy
- Abhyankar, Shreeram (1930–2012), indischer Mathematiker